# St-Brice (Hausgauen)

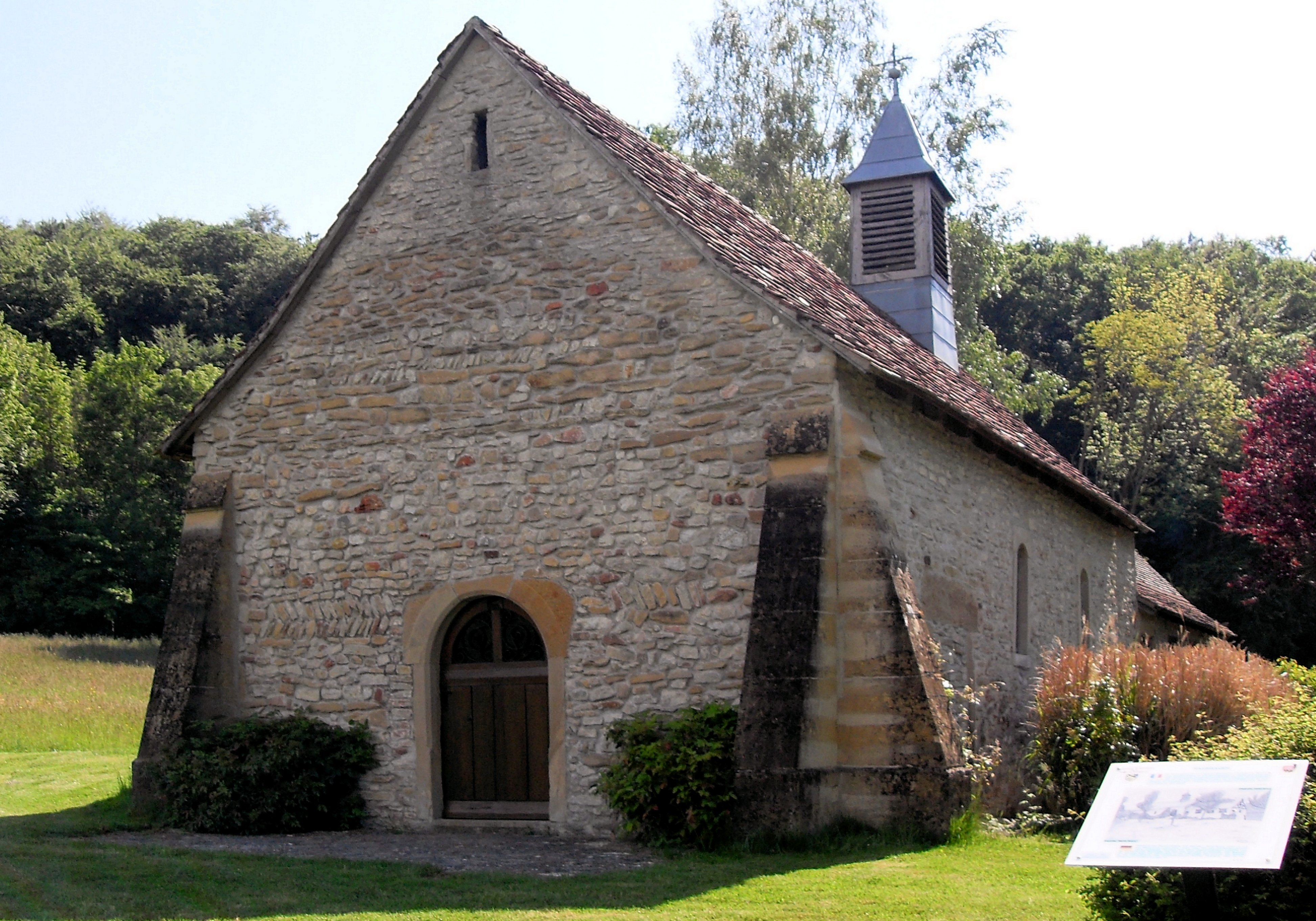
Kapelle St-Brice in Hausgauen

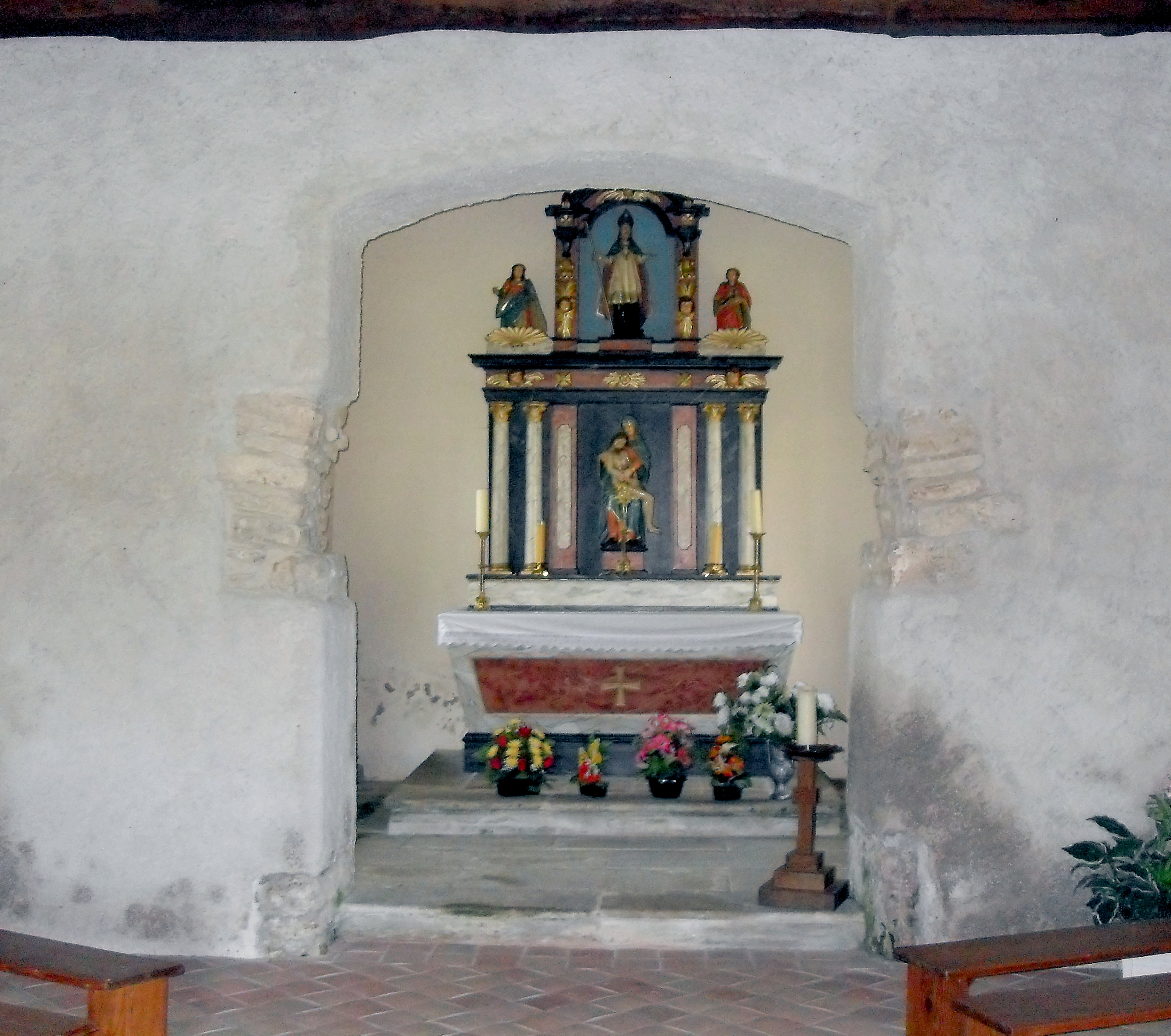
Altar

Die Kapelle St-Brice in Hausgauen, einer französischen Gemeinde im Département Haut-Rhin in der Region Grand Est (bis 2015 Elsass), wurde im 17./18. Jahrhundert errichtet. Die Kapelle an der Route Schwoben wurde im Jahr 2015 als Monument historique in die Liste der denkmalgeschützten Bauwerke (Base Mérimée) in Frankreich aufgenommen.
Die Kapelle steht an der Stelle des wüst gewordenen Dorfes Dennach. Bei Ausgrabungen wurde ein Friedhof mit Gräbern des Hochmittelalters entdeckt. An der Westseite der Kapelle wurden Teile eines Vorgängerbaus festgestellt, die beim Wiederaufbau nach der Zerstörung im Dreißigjährigen Krieg wiederverwendet wurden. 
Votivgaben zeigen, dass die Kapelle auch als Wallfahrtskirche genutzt wurde.